# مکائوی کبود
مکائو کبود (نام علمی: Anodorhynchus glaucus) نام یک گونه از سرده بی‌دندان‌منقارها است.